# Ольшанка (приток Тихой Сосны)
Ольшанка, в верхнем течении Камышенка, — река в России, протекает по Белгородской и Воронежской областям. Устье реки находится в 56 км от устья Тихой Сосны по левому берегу. Длина реки — 37 км, площадь водосборного бассейна — 567 км². Имеет левый приток Тросятнку (Ольшанку).
При впадении речки Ольшанки в Тихую Сосну в 40 км от Маяцкого городища находится Верхне-Ольшанский археологический комплекс (Ольшанское городище).

## Данные водного реестра
По данным государственного водного реестра России относится к Донскому бассейновому округу, водохозяйственный участок реки — Тихая Сосна, речной подбассейн реки — Бассейны притоков Дона до впадения Хопра. Речной бассейн реки — Дон (российская часть бассейна).
Код объекта в государственном водном реестре — 05010100712107000003615.